# Triệu Quý
Triệu Quý (giản thể: 赵贵; phồn thể: 趙貴; bính âm: Zhào Guì, ? – 557), tự Phù Quý, người Nam An, Thiên Thủy , tướng lĩnh, khai quốc công thần nhà Tây Ngụy, nhà Bắc Chu, một trong "Bát Trụ Quốc" nhà Tây Ngụy, được ban họ Tiên Ti là Ất Phất.

## Luân lạc trong thời loạn
Ông cụ là Triệu Đạt, làm Khố bộ thượng thư nhà Bắc Ngụy, tước Lâm Tấn tử. Cha là Triệu Nhân, nằm trong số con em quý tộc dời nhà đến trấn Vũ Xuyên, tham gia bảo vệ Lục trấn.
Quý từ nhỏ thông minh, có tiết tháo. Trong những năm Hiếu Xương (525 – 527), Lục trấn khởi nghĩa, ông đưa người làng về nam tránh nạn. Liền sau đó Cát Vinh chiếm được Trung Sơn, Quý bị ép gia nhập nghĩa quân. Cát Vinh thất bại, Nhĩ Chu Vinh lấy ông làm biệt tướng. Theo đại quân dẹp Nguyên Hạo, có công, được ban tước Yến Nhạc huyện tử, thụ chức Phục Ba tướng quân, Vũ Bôn trung lang tướng.
Theo Hạ Bạt Nhạc bình Quan Trung, được ban tước Ngụy Bình huyện bá, thực ấp 500 hộ. Được thăng làm Trấn bắc tướng quân, Quang lộc đại phu, Đô đốc.

## Đề cử Vũ Văn Thái
Khi Nhạc bị Hầu Mạc Trần Duyệt giết hại, bộ hạ tan chạy. Quý nhập bọn 50 người đi trá hàng Duyệt, được Duyệt tin. Nhân đó xin thu thây Nhạc mà an táng, lời lẽ khẳng khái, Duyệt cảm phục nên đồng ý. Việc xong, Quý cùng bọn Khấu Lạc tập hợp quân đội, chạy đến Bình Lương. Ông cầm đầu mọi người đề nghị mời Vũ Văn Thái. Thái đến, lấy Quý làm Đại đô đốc, lãnh Phủ tư mã. Bình Duyệt xong, giữ chức nguyên hiệu Tướng quân, làm Trì tiết, Hành Tần Châu sự, Đương Châu đại đô. Ông trị chánh ôn hòa, được quan dân yêu mên.
Đông Ngụy quyền thần Cao Hoan cất quân hướng đến Lạc Dương, sai Đô đốc Hàn Quỹ tiến chiếm Bồ Phản. Vũ Văn Thái lấy Quý làm Hành đài, cũng bọn Lương Ngữ đi dẹp. Chưa vượt sông thì Bắc Ngụy Hiếu Vũ đế chạy vào Quan Trung, ông được bái làm Xa kỵ đại tướng quân, Nghi đồng tam tư, kiêm Hữu vệ tướng quân.
Vũ Văn Thái lấy Quý làm Đại đô đốc, cùng bọn Lý Bật đi dẹp Tào Nê ở Linh Châu. Được tiến tước làm hầu, tăng ấp 500 hộ. Lại có công lập Tây Ngụy Văn đế, được tiến tước làm công, tăng ấp kể cả trước đây là 1500 hộ. Được thụ chức Kỳ Châu thứ sử.
Khi ấy Tây Ngụy nhiều việc, Quý ra sức giúp rập, mới được yên ổn. Vẫn lãnh chức Đại thừa tướng phủ Tả trưởng sử, gia Tán kỵ thường thị. Lương Tiên Định nổi dậy ở Hà Hữu (phía tây Hoàng Hà), triều đình lấy ông làm Lũng Tây hành đài, đưa quân đi dẹp.

## Chiến tranh Đông – Tây Ngụy
Theo Vũ Văn Thái giành lại Hoằng Nông, tham chiến Sa Uyển, được bái làm Thị trung, Phiếu kỵ đại tướng quân, Khai phủ nghi đồng tam tư, tiến tước Trung Sơn quận công, nhận chức Ung Châu thứ sử.
Trong trận Hà Kiều, Quý cùng Di Phong nắm tả quân, kết quả bất lợi, bỏ chạy trước. Lại theo quân cứu viện Ngọc Bích, Cao Hoan lui chạy. Cao Thận dâng Bắc Dự Châu xin hàng, Vũ Văn Thái đưa quân đi đón, cùng quân Đông Ngụy giao chiến ở Mang Sơn. Quý nắm tả quân, thất bại, các cánh quân khác vì vậy đều tan chạy. Bị kết tội, miễn quan chức, làm Phiếu kỵ, Đại đô đốc, lãnh quân như trước.
Được khôi phục quan, tước, bái làm Ngự sử trung úy, gia Đại tướng quân. Tướng Đông Ngụy là bọn Cao Nhạc, Mộ Dung Thiệu Tông vây Vương Tư Chánh ở Toánh Xuyên, Quý soái quân đi cứu, các châu đông nam đều chịu sự chỉ huy của ông. Quân Đông Ngụy ngăn sông Vị rót nước vào thành, viện quân không đến được, Tư Chánh bị bắt. Quý bèn lui quân.

## Mưu sát Vũ Văn Hộ
Được bái làm Trụ quốc đại tướng quân, ban họ là Ất Phất. Người Như Như xâm phạm Quảng Vũ, ông phá được, chém mấy ngàn thủ cấp, thu lấy quân nhu của họ, chỉnh đốn quân đội rồi quay về.
Nhà Tây Ngụy đặt ra Lục quan, lấy Quý làm Thái bảo, Đại tông bá, đổi phong Nam Dương quận công. Bắc Chu Hiếu Mẫn đế thay ngôi nhà Tây Ngụy, được thăng làm Thái phó, Đại trủng tể, tiến phong Sở quốc công, thực ấp vạn hộ.
Ban đầu, Quý cùng bọn Độc Cô Tín ngang hàng với Vũ Văn Thái. Khi Hiếu Mẫn đế lên ngôi, Tấn công Vũ Văn Hộ nhiếp chánh, ông tự cho mình có công tá mệnh, thường tấm tức trong lòng, ra vẻ bất bình, bèn cùng Tín mưu giết Hộ. Đến kỳ hẹn, Quý muốn hành động, Tín lại thôi. Sau đó bị Khai phủ Vũ Văn Thịnh cáo giác, nên bị làm tội.